# Simpang Bajole
Simpang Bajole is een bestuurslaag in het regentschap Mandailing Natal van de provincie Noord-Sumatra, Indonesië. Simpang Bajole telt 1023 inwoners (volkstelling 2010).